# Pinguicula
Pinguicula L. 1753 è un genere di piante carnivore appartenente alla famiglia Lentibulariaceae.
Le piante di questo genere usano foglie collose e ghiandolari per attirare, catturare, uccidere e digerire gli insetti per supplire alla carenza di nutrienti minerali presenti nel loro habitat.
Delle circa 127 specie esistenti, 12 sono originarie dell'Europa, 10 del Nord America e le restanti si trovano in Asia settentrionale, in America centrale e meridionale e nel Messico meridionale.

## Descrizione
La maggior parte delle pinguicole sono perenni. Le uniche piante annuali sono P. sharpii, P. takakii, P. crenatiloba e P. pumila. Tutte formano delle rosette.

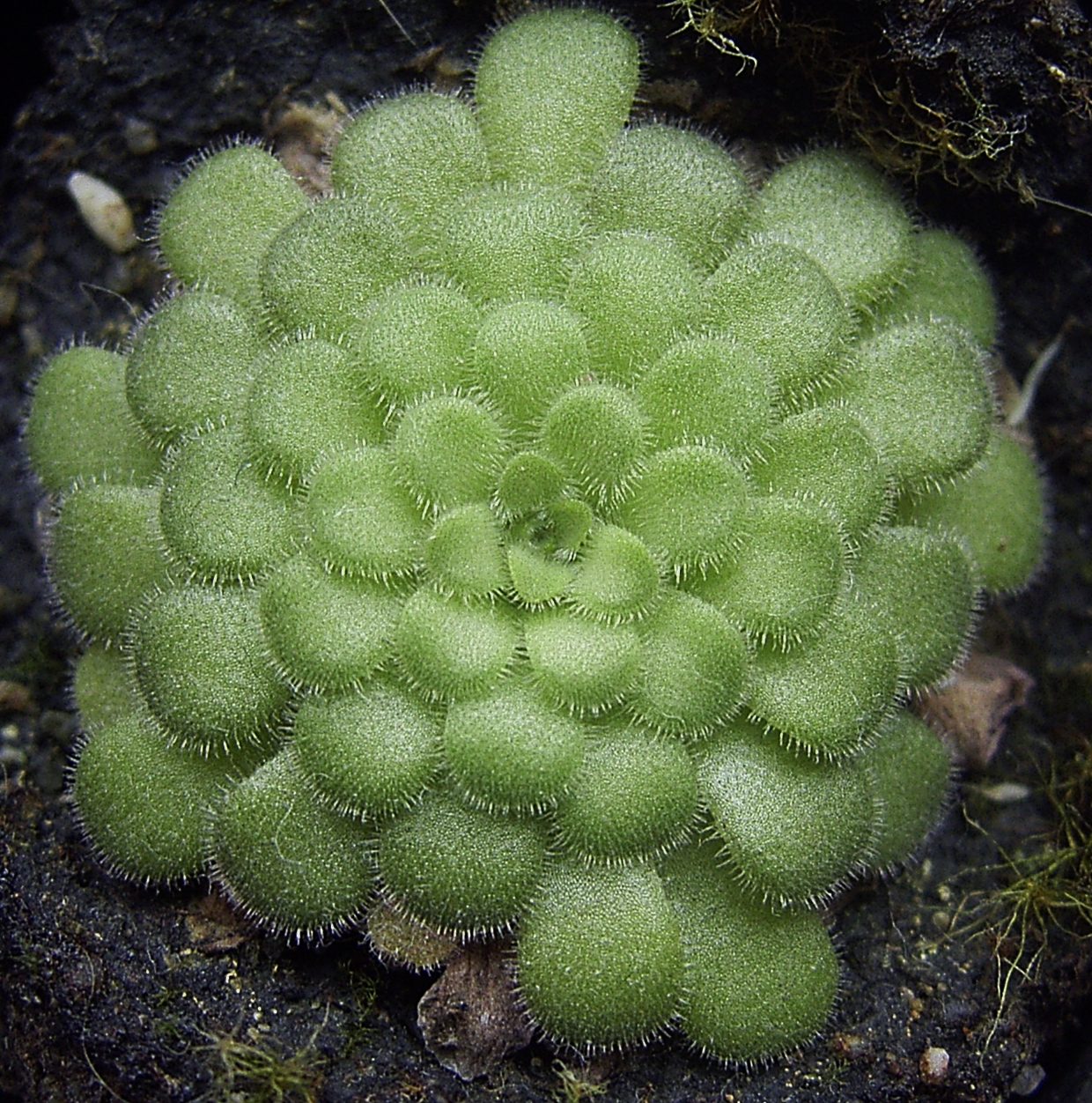
Rosetta invernale di Pinguicula cyclosecta (non-carnivora)

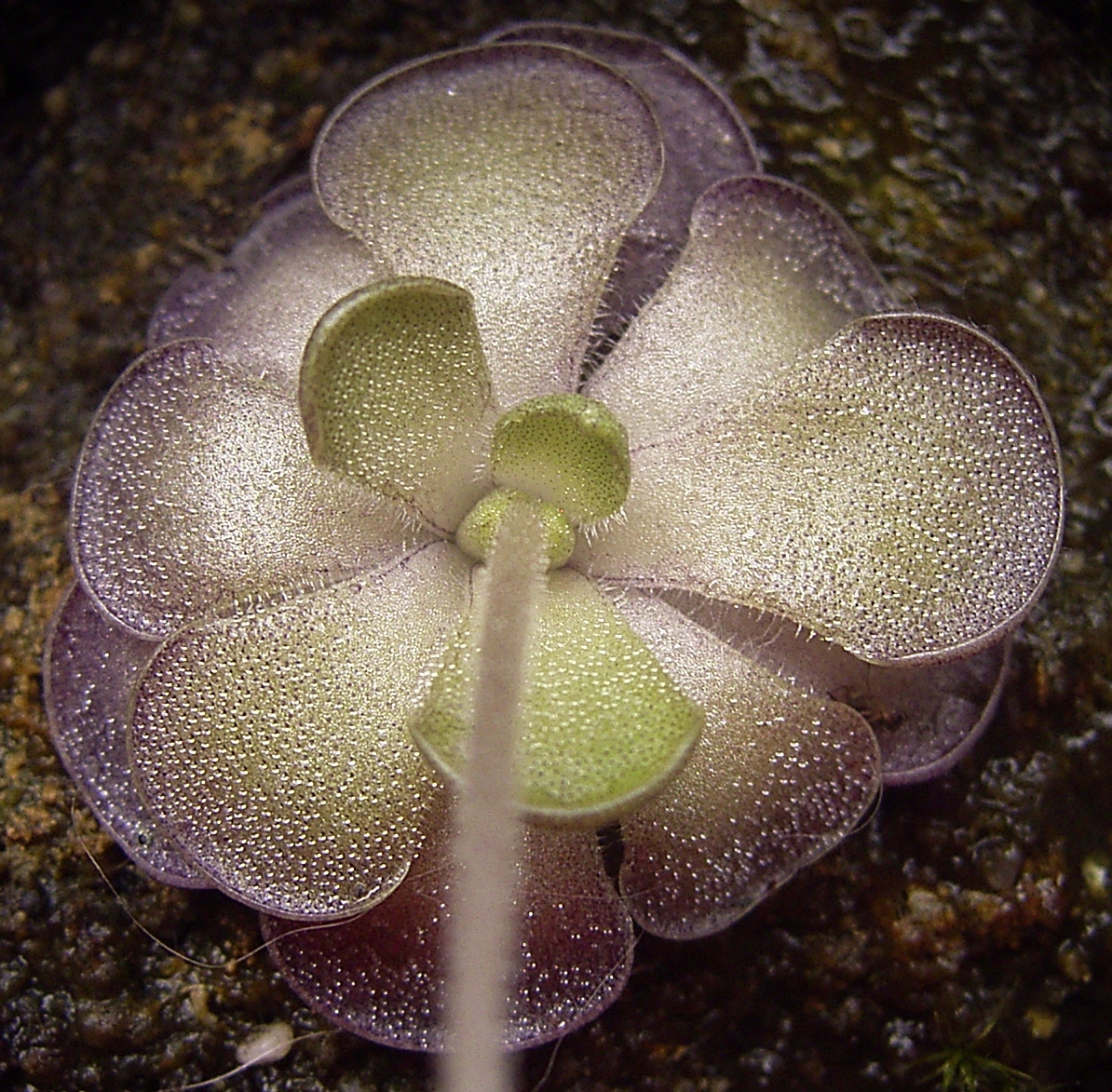
Rosetta estiva di Pinguicula cyclosecta (carnivora)

Le Pinguicole possono essere divise in due gruppi principali in base al clima in cui crescono; ogni gruppo è ulteriormente diviso in base a caratteristiche morfologiche. Sebbene questi gruppi non siano cladisticamente supportati da studi genetici, i raggruppamenti sono convenienti per scopi ortocolturali.
Le specie tropicali formano o rosette invernali compatte, carnose e non-carnivore o mantengono intatte le foglie carnivore per tutto l'anno. Le specie temperate, durante il periodo di dormienza invernale, spesso formano delle gemme chiamate hibernacula, composte da foglie simili a squame. Durante questo periodo le radici (con l'eccezione di P. alpina) e le foglie carnivore appassiscono. Le specie temperate fioriscono quando formano le rosette estive, mentre le specie tropicali fioriscono ad ogni cambio di rosetta.
Molte pinguicole in base ai cambiamenti stagionali alternano periodi in cui sono presenti rosette costituite da foglie carnivore ad altri in cui sono presenti rosette non-carnivore. I due raggruppamenti ecologici possono essere ulteriormente suddivisi in base alla capacità della pianta di produrre foglie diverse durante la loro stagione di accrescimento. Se la crescita estiva è differente in taglia o forma rispetto a quella primaverile (per le specie temperate) o invernale (per le specie tropicali), allora le piante sono considerate eterofille; una crescita uniforme durante tutto l'anno identifica le piante omofille.
Questo porta alla formazione di quattro raggruppamenti:
- Pinguicole tropicali: specie che non vanno in dormienza invernale ma continuano alternativamente a fiorire e formare rosette.
  - Specie tropicali eterofille: alternano rosette formate da foglie carnivore durante la stagione calda a rosette compatte formate da foglie carnose e non-carnivore durante i mesi più freddi. Esempi sono P. moranensis, P. gypsicola e P. laxifolia.
  - Specie tropicali omofille: queste specie producono rosette di foglie carnivore di taglia uniforme per tutto l'anno, come P. gigantea.
- Pinguicole temperate: sono originarie di zone climatiche con inverni freddi. Producono gemme dette hibernacula durante l'inverno.
  - Specie temperate eterofille: specie in cui le rosette vegetative e generative differiscono nella forma o nella taglia, come P. vallisneriifolia, P. lutea e P. lusitanica.
  - Specie temperate omofille: le rosette vegetative e generative appaiono identiche, come P. alpina, P. grandiflora e P. vulgaris.

### Foglie e predazione

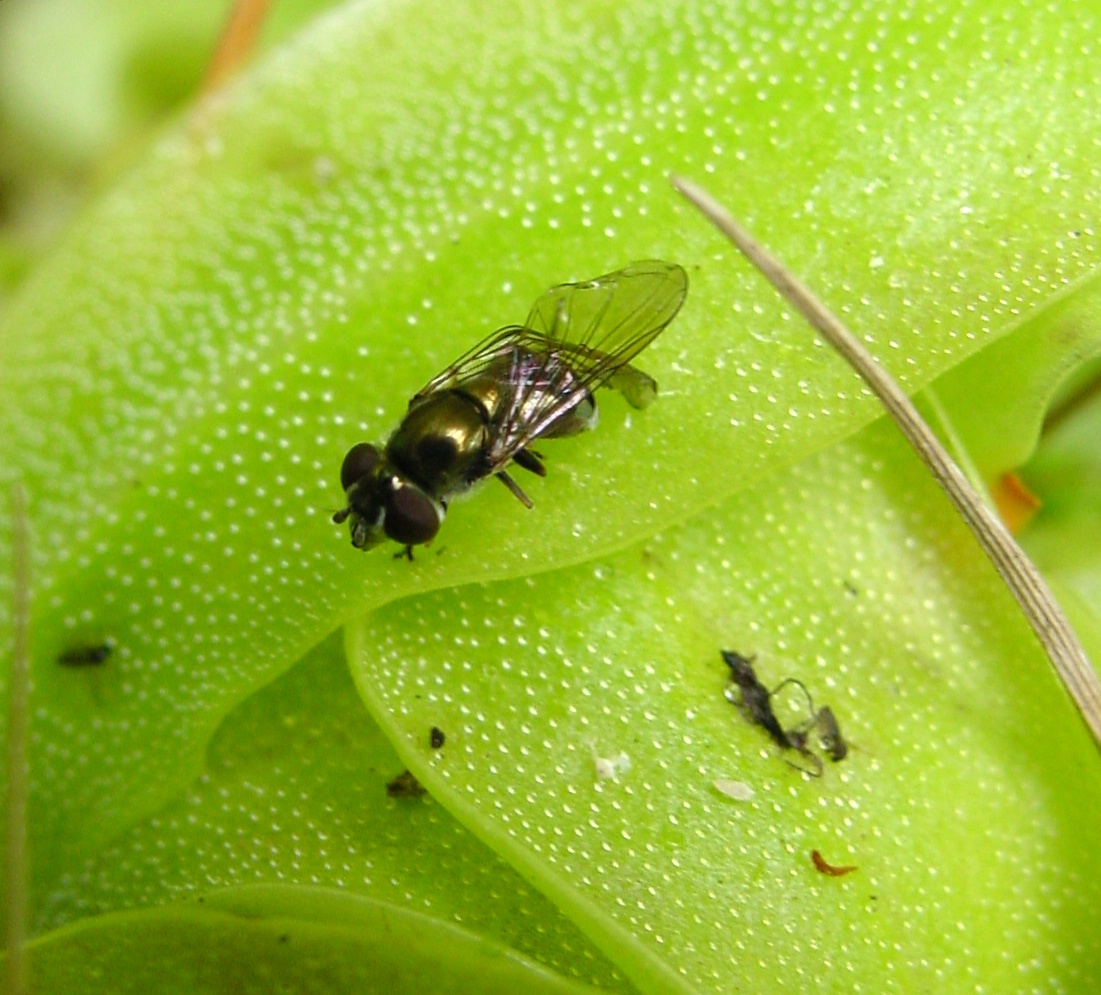
Una mosca intrappolata su una foglia di una pinguicola

La superficie fogliare è liscia, rigida e succulenta, di solito di colore verde brillante o rosa. A seconda della specie, le foglie sono lunghe da 2 a 30 cm. La forma dipende dalla specie, ma di solito è obovata, spatulata o lineare.
Come tutte le piante appartenenti alle Lentibulariaceae, le pinguicole sono piante carnivore. Per catturare e digerire le prede le foglie usano due ghiandole specializzate sparse lungo la superficie fogliare, di solito solo sulla pagina superiore (con l'eccezione di P. gigantea e P. longifolia ssp. longifolia). Una è chiamata ghiandola peduncolare e consiste di poche cellule secernenti una secrezione mucillaginosa che forma delle goccioline visibili su tutta la superficie fogliare. Questo aspetto bagnato può attrarre gli insetti in cerca di acqua (un fenomeno simile si osserva nelle specie di Drosera). Le goccioline contengono pochi enzimi e servono principalmente ad intrappolare gli insetti. Il contatto con la preda stimola il peduncolo ghiandolare a rilasciare ulteriore mucillagine da speciali cellule poste alla base del peduncolo. Gli insetti cominceranno a lottare per liberarsi, attivando più ghiandole e si ricoprono sempre più di mucillagine. Alcune specie possono ripiegare le foglie sulle prede per tigmotropismo. Il secondo tipo di ghiandole presenti sulle pinguicole sono le ghiandole sessili che giacciono sulla superficie della foglia e sono prive di peduncolo. Una volta che la preda è intrappolata dalle ghiandole peduncolari e la digestione comincia, le ghiandole sessili rilasciano degli enzimi digestivi, che comprendono amilasi, esterasi, fosfatasi, proteasi e ribonucleasi che digeriscono il corpo dell'insetto. I nutrienti vengono poi assorbiti all'interno della foglia per mezzo di buchi cuticolari, lasciando sulla foglia solo l'esoscheletro chitinico degli insetti più grandi.
I buchi che permettono questo meccanismo digestivo sono anche un problema per la pianta, poiché essi sono delle aperture nella sua cuticola, uno strato ceroso che la protegge dall'essiccamento. Per questo motivo molte pinguicole vivono in ambienti umidi.

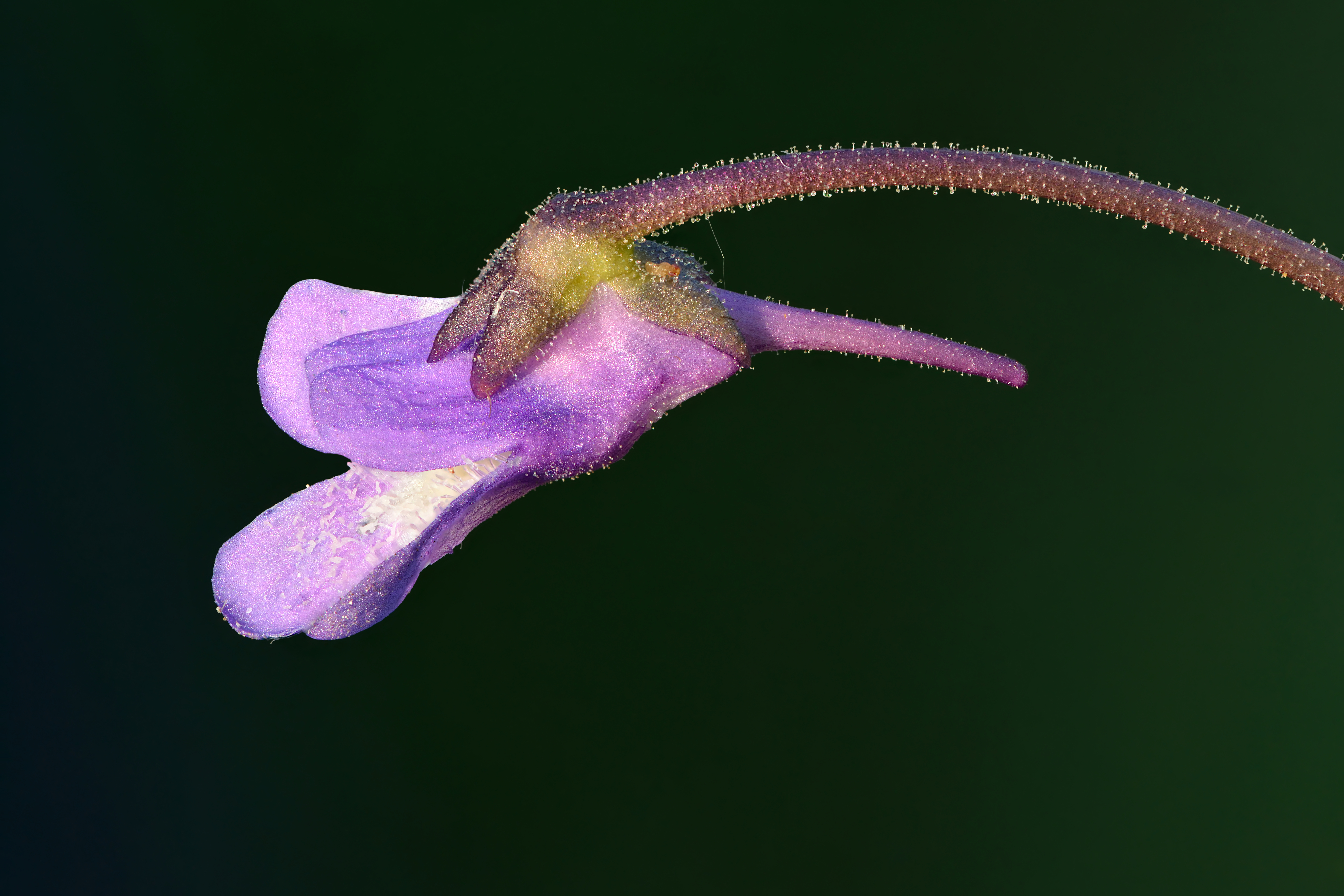
Fiore di P. vulgaris

Le pinguicole generalmente sono in grado di catturare piccoli insetti con una grande superficie alare. Sono in grado di digerire anche i granuli pollinici che atterrano sulle foglie. Il sistema di secrezione può funzionare solo una volta, quindi un'area particolare della superficie fogliare può essere usata per digerire un solo insetto alla volta.

### Radici
Il sistema radicale delle specie di Pinguicula è relativamente poco sviluppato. Le sottili radici bianche servono principalmente per ancoraggio e per assorbire l'umidità (i nutrienti sono assorbiti dalle foglie carnivore). In molte specie temperate queste radici appassiscono quando si forma l'hibernaculum.

### Fiori

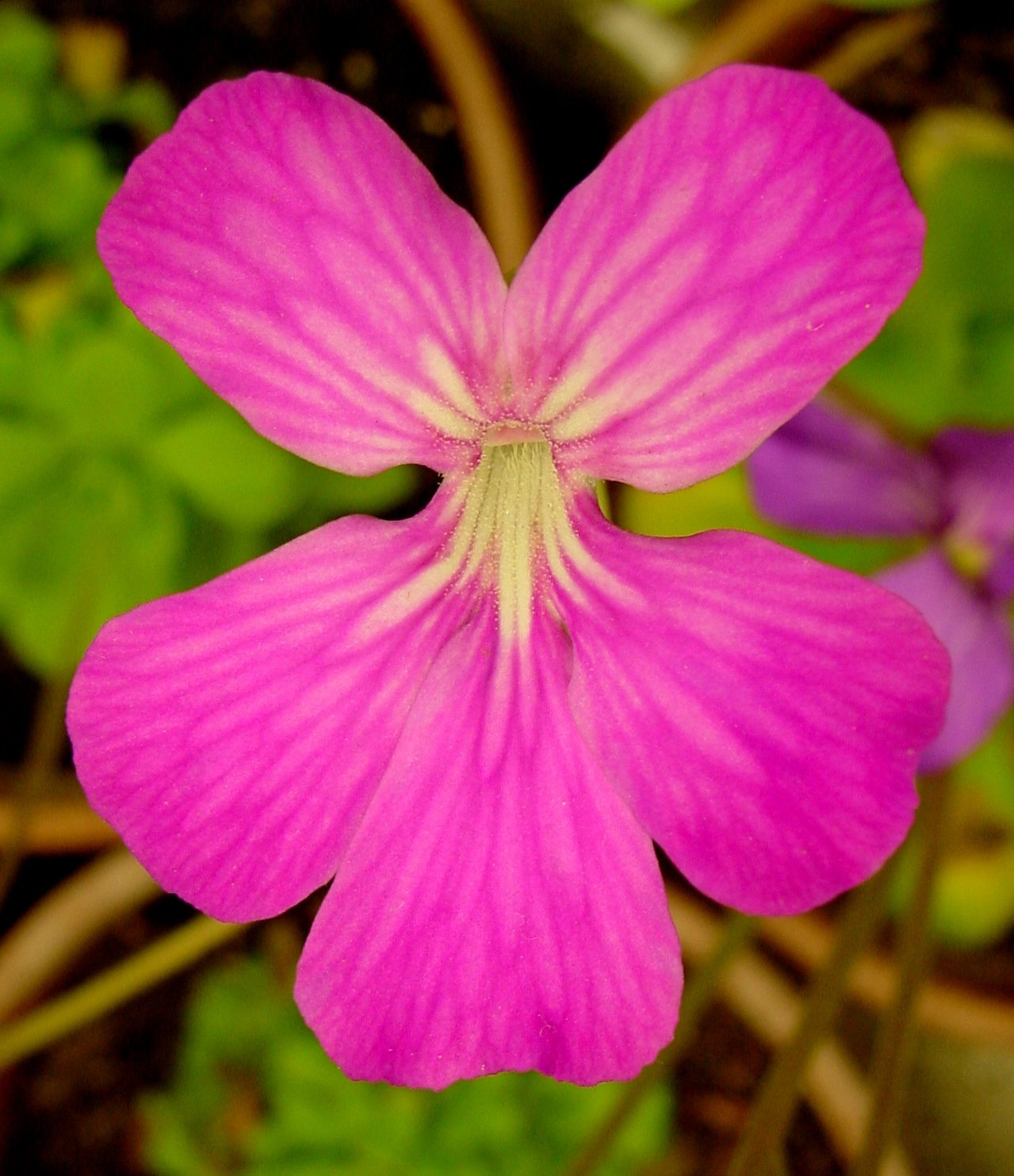
Il fiore di un ibrido di Pinguicula

Come in quasi tutte le piante carnivore, i fiori delle pinguicole sono portati da steli piuttosto lunghi per ridurre la probabilità di intrappolare i possibili insetti impollinatori. I fiori sono singoli, di lunga durata e zigomorfi, con i due petali inferiori caratteristici delle Lentibulariaceae. Il calice è costituito da 5 sepali, così come 5 sono anche i petali, 2 inferiori e 3 superiori.
I fiori della maggior parte delle pinguicole sono blu, viola o bianchi. P. laueana e P. caryophyllacea, scoperta recentemente, sono le uniche specie ad avere fiori rossi. Le pinguicole sono coltivate e ibridizzate principalmente per la bellezza dei loro fiori.
La forma ed i colori dei fiori hanno valenza sistematica, essendo caratteristiche utilizzate per dividere il genere in sottogeneri e per distinguere le diverse specie.

### Frutti e semi
La capsula del frutto di forma circolare o ovale, si apre, quando è matura, in due metà esponendo numerosi piccoli semi marroni. In presenza di umidità la capsula si richiude, per riaprirsi nuovamente quando le condizioni ambientali lo permettono per favorire la dispersione anemofila dei semi. La maggior parte delle specie presenta sulla superficie dei semi una struttura simile ad una rete che ne favorisce il galleggiamento se finiscono in acqua, dato che molte specie crescono in prossimità di bacini idrici.

### Propagazione vegetativa
Oltre alla riproduzione sessuata molte pinguicole possono riprodursi per via vegetativa. Molte formano dei getti laterali durante o poco dopo la fioritura, come in P. vulgaris. Questi getti si sviluppano in una pianta geneticamente identica alla pianta da cui si è originata. Altre specie, come P. calyptrata e P. vallisnerifolia si riproducono per stolonizzazione, altre ancora, come P. heterophylla e P. primuliflora, formano plantule che si originano dai margini fogliari.

## Distribuzione e habitat

Areale di Pinguicula

Le pinguicole sono diffuse in tutto l'emisfero nord, ma la più grande concentrazione di specie si ha nelle regioni montane umide dell'America centrale e meridionale fino alla Terra del Fuoco. L'Oceania è l'unico continente in cui non sono presenti.
Le pinguicole si sono originate probabilmente dall'odierna America centrale, che è anche il centro della loro diversità: circa il 50% delle specie è originaria di queste zone. Da qui, le piante si sono diffuse in Europa, prima che la deriva dei continenti la separasse dalla Pangea.
La grande maggioranza delle specie di Pinguicula ha una distribuzione piuttosto limitata. Le due specie a più ampia distribuzione, P. alpina e P. vulgaris, vivono nella maggior parte dell'Europa e del Nord America.

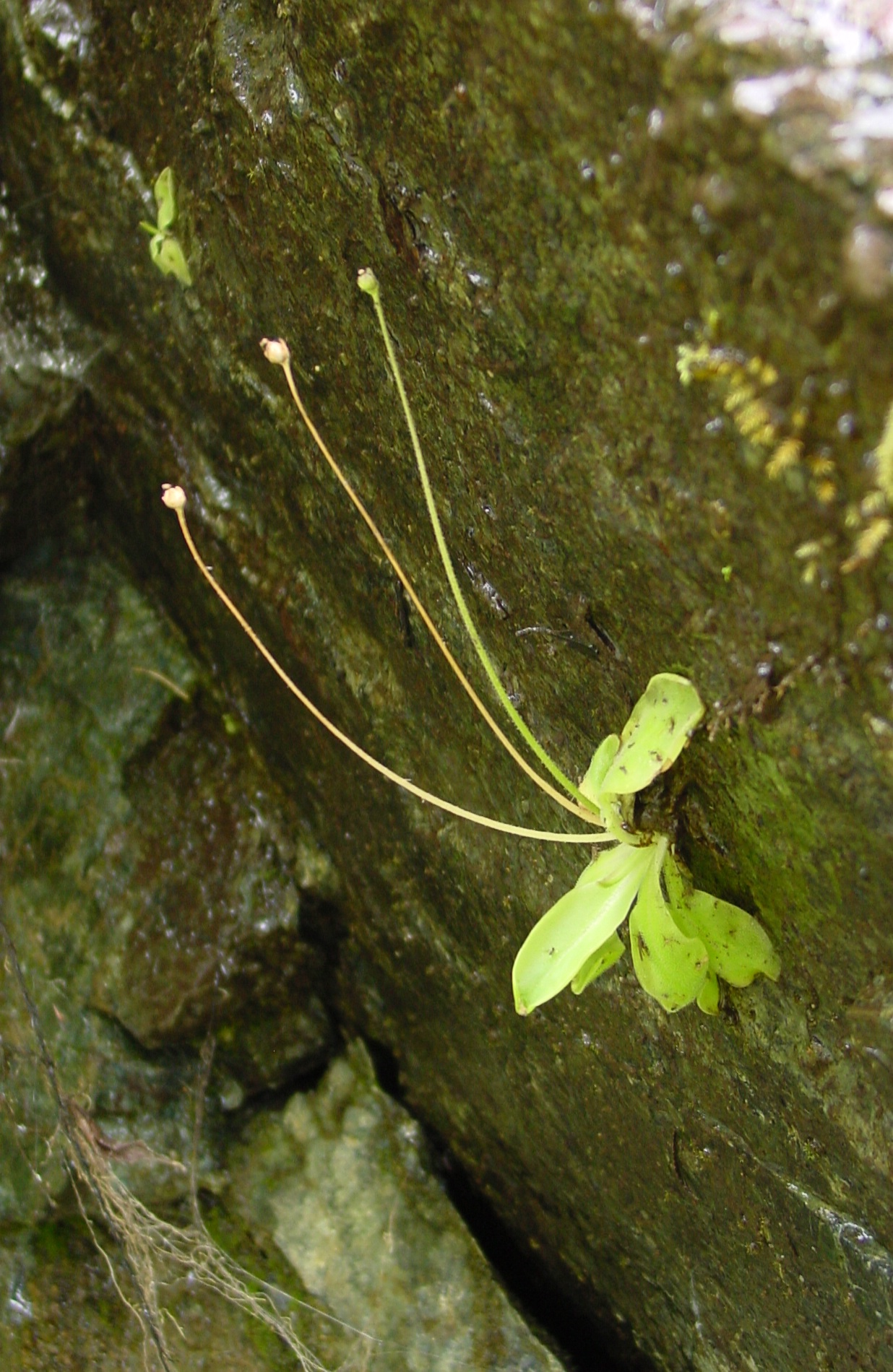
P. macroceras ssp. nortensis cresce su una parete rocciosa nella California settentrionale

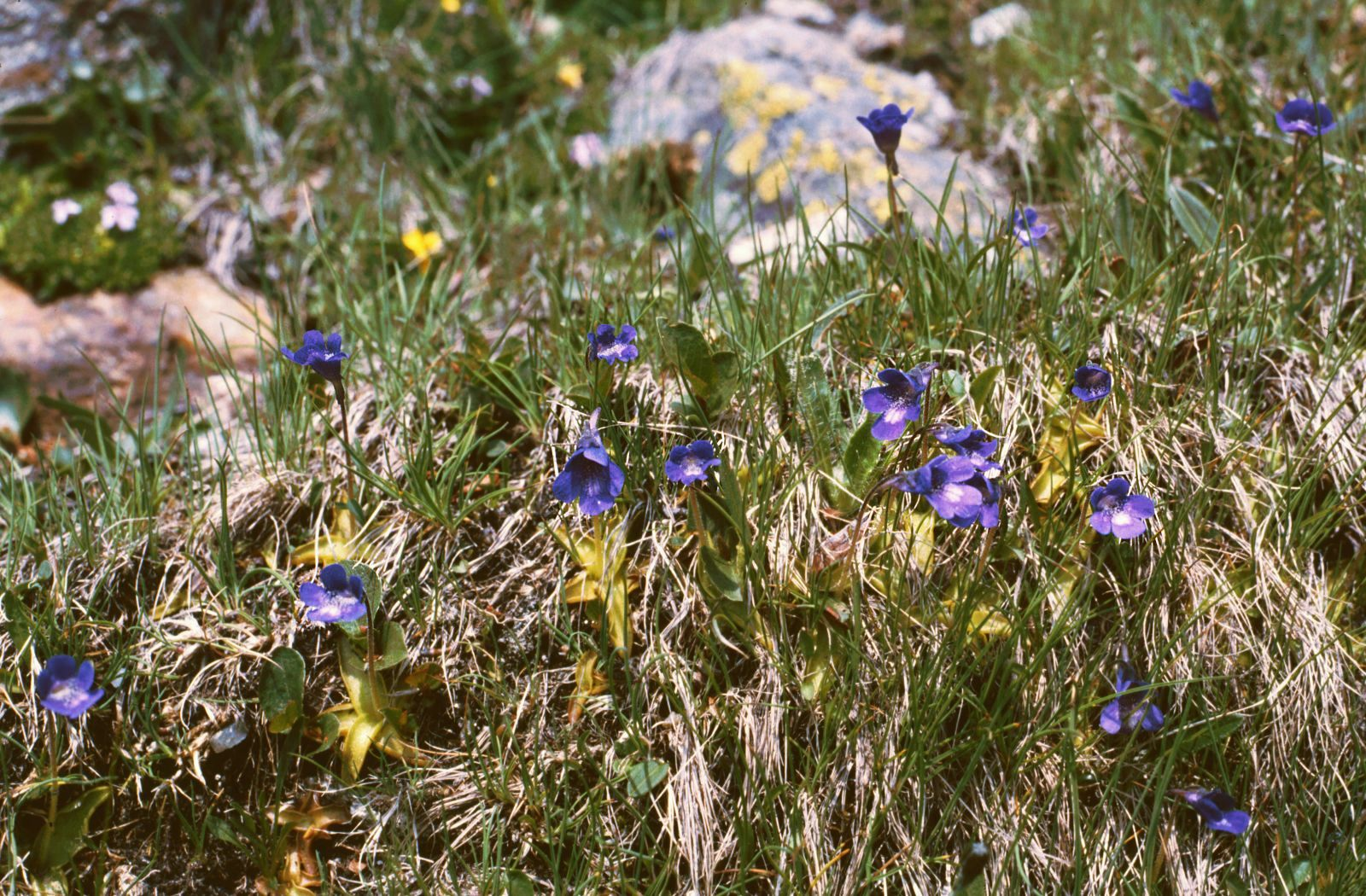
P. leptoceras in una prateria alpina del Südtirol in Italia

In genere le pinguicole crescono in suoli alcalini e poveri di nutrienti. Alcune specie si sono adattate a vivere in altri tipi di suolo, come per esempio le torbiere acide (P. vulgaris, P. calyptrata e P. lusitanica), suoli composti da gesso puro (P. gypsicola ed altre specie messicane) o pareti rocciose verticali (P. ramosa, P. vallisnerifolia e la maggior parte delle specie messicane). Alcune specie sono epifite (P. casabitoana, P. hemiepiphytica, P. lignicola). Tutti questi ambienti sono relativamente poveri di nutrienti e permettono alle pinguicole di competere per lo spazio.
Le pinguicole hanno bisogno di habitat costantemente umidi o bagnati, almeno durante il periodo della loro crescita carnivora e, diversamente dalle altre carnivore che hanno bisogno di una grande quantità di luce, possono crescere anche in ambienti ombreggiati.

## Tassonomia
Pinguicula appartiene alla famiglia Lentibulariaceae, insieme a Utricularia e Genlisea. Siegfried Jost Casper ha diviso il genere in tre sottogeneri con 15 sezioni. Uno studio dettagliato della filogenesi delle pinguicole condotto da Cieslak et al. nel 2005 ha scoperto che tutti i sottogeneri e le sezioni correntemente accettati sono polifiletici. Il diagramma qui sotto fornisce una rappresentazione più accurata del cladogramma corretto. Le sezioni polifiletiche sono indicate col simbolo *.
|  | \| \| Clade I (Sezioni Temnoceras *, Orcheosanthus *, Longitubus, Heterophyllum *, Agnata *, Isoloba *, Crassifolia) \| \| \| \| \| \| Clade II (Sezione Micranthus * = P. alpina) \| \| \| \| |
|  | |
|  | Clade III (Sezioni Micranthus *, Nana) |
|  | |
|  | Clade I (Sezioni Temnoceras *, Orcheosanthus *, Longitubus, Heterophyllum *, Agnata *, Isoloba *, Crassifolia)                                                                                 |
|  | |
|  | Clade II (Sezione Micranthus * = P. alpina) |
|  | |

|  | Clade I (Sezioni Temnoceras *, Orcheosanthus *, Longitubus, Heterophyllum *, Agnata *, Isoloba *, Crassifolia) |
|  | |
|  | Clade II (Sezione Micranthus * = P. alpina)                                                                    |
|  | |

|  | \| \| Clade I (Sezioni Temnoceras *, Orcheosanthus *, Longitubus, Heterophyllum *, Agnata *, Isoloba *, Crassifolia) \| \| \| \| \| \| Clade II (Sezione Micranthus * = P. alpina) \| \| \| \| |
|  | |
|  | Clade III (Sezioni Micranthus *, Nana) |
|  | |
|  | Clade I (Sezioni Temnoceras *, Orcheosanthus *, Longitubus, Heterophyllum *, Agnata *, Isoloba *, Crassifolia)                                                                                 |
|  | |
|  | Clade II (Sezione Micranthus * = P. alpina) |
|  | |

|  | Clade I (Sezioni Temnoceras *, Orcheosanthus *, Longitubus, Heterophyllum *, Agnata *, Isoloba *, Crassifolia) |
|  | |
|  | Clade II (Sezione Micranthus * = P. alpina)                                                                    |
|  | |

|  | \| \| Clade I (Sezioni Temnoceras *, Orcheosanthus *, Longitubus, Heterophyllum *, Agnata *, Isoloba *, Crassifolia) \| \| \| \| \| \| Clade II (Sezione Micranthus * = P. alpina) \| \| \| \| |
|  | |
|  | Clade III (Sezioni Micranthus *, Nana) |
|  | |
|  | Clade I (Sezioni Temnoceras *, Orcheosanthus *, Longitubus, Heterophyllum *, Agnata *, Isoloba *, Crassifolia)                                                                                 |
|  | |
|  | Clade II (Sezione Micranthus * = P. alpina) |
|  | |

|  | Clade I (Sezioni Temnoceras *, Orcheosanthus *, Longitubus, Heterophyllum *, Agnata *, Isoloba *, Crassifolia) |
|  | |
|  | Clade II (Sezione Micranthus * = P. alpina)                                                                    |
|  | |

|  | \| \| Clade I (Sezioni Temnoceras *, Orcheosanthus *, Longitubus, Heterophyllum *, Agnata *, Isoloba *, Crassifolia) \| \| \| \| \| \| Clade II (Sezione Micranthus * = P. alpina) \| \| \| \| |
|  | |
|  | Clade III (Sezioni Micranthus *, Nana) |
|  | |
|  | Clade I (Sezioni Temnoceras *, Orcheosanthus *, Longitubus, Heterophyllum *, Agnata *, Isoloba *, Crassifolia)                                                                                 |
|  | |
|  | Clade II (Sezione Micranthus * = P. alpina) |
|  | |

|  | Clade I (Sezioni Temnoceras *, Orcheosanthus *, Longitubus, Heterophyllum *, Agnata *, Isoloba *, Crassifolia) |
|  | |
|  | Clade II (Sezione Micranthus * = P. alpina)                                                                    |
|  | |

## Conservazione
Lo stato di conservazione delle specie di Pinguicula dipende dalla loro localizzazione e da quanto ampia è la loro distribuzione. Le specie più minacciate sono quelle endemiche di aree piuttosto piccole, come per esempio P. ramosa, P. casabitoana e P. fiorii. Queste popolazioni sono minacciate principalmente dalla distruzione dell'habitat. Alcune specie americane sono protette dalle leggi federali e P. ionantha è inserita nell'appendice I del CITES.

## Usi
Le pinguicole sono largamente coltivate dagli appassionati di piante carnivore. Le specie temperate e molte delle messicane sono di facile coltivazione ed hanno guadagnato una relativamente grande popolarità. Due delle piante maggiormente coltivate sono le cultivar Pinguicula sethos e Pinguicula weser. Entrambi sono incroci tra Pinguicula ehlersiae e Pinguicula moranensis e vengono spesso utilizzati dai vivai di orchidee per combattere le infestazioni.
Le pinguicole producono una sostanza battericida che impedisce che gli insetti catturati vadano in putrefazione mentre vengono digeriti. Secondo Linneo questa proprietà era già conosciuta da molti nordeuropei che applicavano le foglie di queste piante sulle ferite delle mucche per disinfettarle e favorirne la guarigione.. Inoltre, nei paesi del Nord Europa le foglie erano utilizzate per produrre una sostanza simile al latticello chiamata filmjölk.